# Paliçada de Salgueiro
Paliçada de Salgueiro (chinês: 柳條邊, pinyin: Liǔtiáo Biān; Manchu: ᠪᡳᡵᡝᡤᡝᠨ

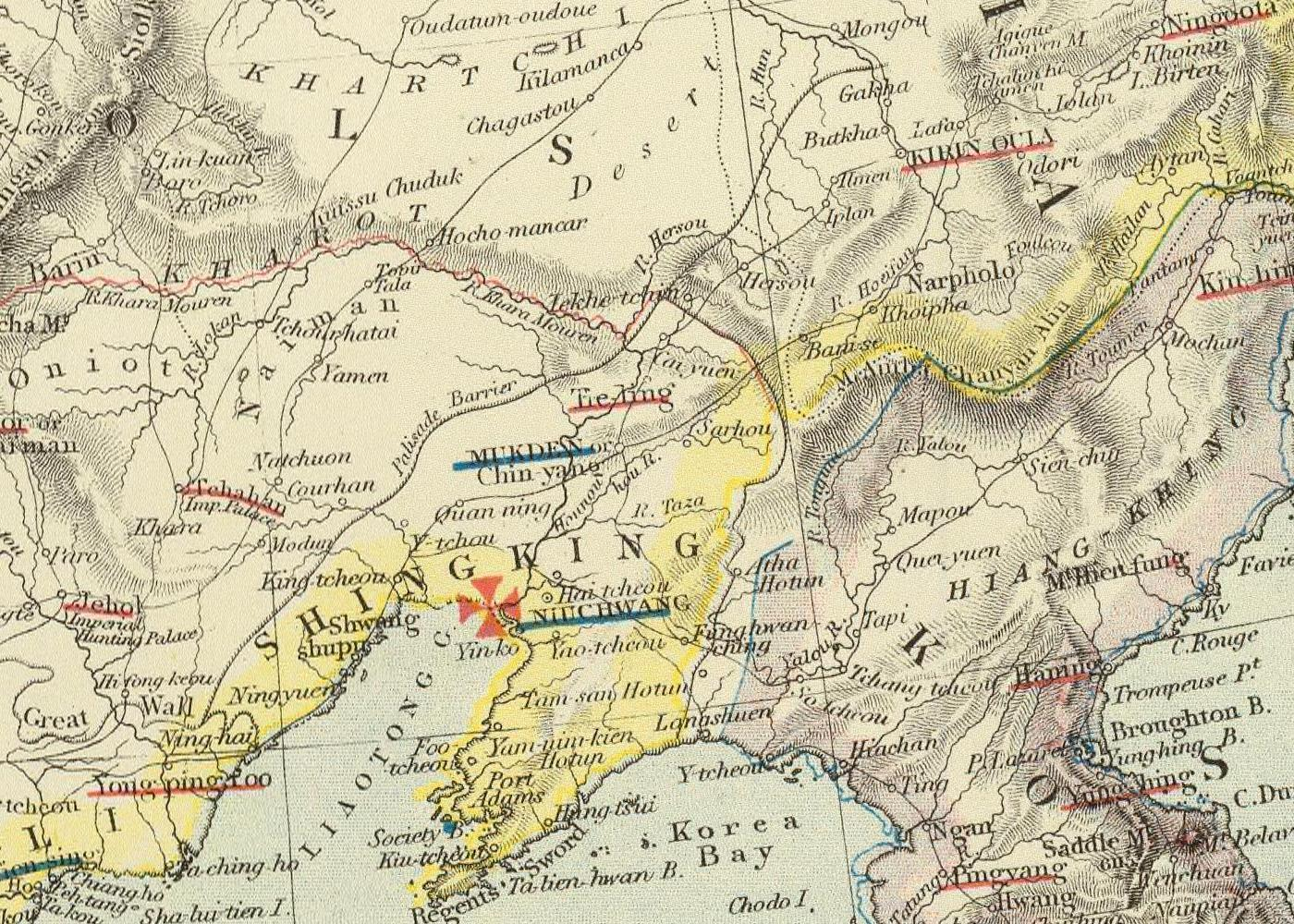
As três seções da Paliçada de Salgueiro em um mapa de 1883

ᠵᠠᠰᡝ, Möllendorff: Biregen Jase) era um sistema de valas e aterros plantados com salgueiros, destinado a restringir o movimento para a Manchúria (incluindo o Nordeste da China e a Manchúria Exterior) e foi construído pela dinastia Qing da China durante o final do século XVII.  Muitas vezes é convenientemente dividido em três seções conectadas: as seções oeste e leste, formando a Paliçada Interna de Salgueiro ao redor da Península de Liaodong, e a seção norte, também conhecida como Paliçada Externa de Salgueiro, separando as áreas tradicionalmente Manchu (a leste) do área tradicionalmente mongol (a oeste) ao norte da Paliçada Interior. 

## Disposição
A Manchúria faz fronteira com a Mongólia a oeste, o Extremo Oriente Russo ao norte, a China Interior ao sul e a Coreia ao sudeste. A Manchúria tem acesso ao Mar Amarelo e ao Mar de Bohai ao sul, enquanto a Manchúria Exterior (Krai do Litoral, Krai de Khabarovsk e Oblast de Amur na Rússia) tem acesso ao Mar do Japão e ao Mar de Okhotsk a leste e nordeste.
Ao sul, a Paliçada do Salgueiro Interior separava Jilin da China propriamente dita; ela restringia a movimentação de civis Han para Jilin e Heilongjiang durante a dinastia Qing (1644–1912), já que a área era proibida para civis Han até que os Qing começaram a povoar a área com eles a partir do final do século XVIII. Somente vassalos foram autorizados a se estabelecer na área além da Paliçada de Salgueiro. Esta paliçada, muitas vezes convencionalmente dividida nas seções oriental e ocidental, começava nas colinas perto da Grande Muralha da China (no interior de Shanhaiguan) e corria para nordeste em direção a um ponto localizado a cerca de 33km ao norte de Kaiyuan, Liaoning, onde a Paliçada Externa (veja abaixo) se juntava à Paliçada Interna. Deste ponto de junção, a seção oriental da Paliçada de Salgueiro Interna seguia para o leste, em direção à fronteira coreana, e eventualmente para o sul, terminando perto da foz do rio Yalu. 
Com exceção do segmento mais ao norte (ao norte de Kaiyuan), as seções leste e oeste da Paliçada Interna corriam para fora da antiga Muralha de Liaodong (a muralha defensiva construída pela dinastia Ming no século XV para proteger o coração agrícola de Liaoning das incursões dos mongóis e dos jurchéns de Jianzhou) ou, em alguns lugares, reutilizavam partes da antiga muralha. 
A Paliçada do Salgueiro Exterior separou a área dos Manchus da atual Mongólia Interior ; ela manteve os Manchus e os Mongóis na área separados. Esta Paliçada Externa, frequentemente descrita também como a seção norte do sistema de paliçadas, começava no ponto de junção das três seções (ao norte de Kaiyuan) e corria para o nordeste, terminando logo após cruzar o Rio Sungari ao norte da cidade de Jilin,  perto da cidade de Fate (法特, dentro da cidade de nível do Condado de Shulan, em 44° 29′ N, 126° 31′ L). 

## Projeto
Embora o desenho das diferentes partes da paliçada variasse muito e mudasse com o tempo, as paliçadas, de acordo com a pesquisa do geógrafo moderno RL Edmonds, normalmente consistiam em dois diques de terra paralelos de 3 chi (pouco mais de 1 metro) de altura e largura, separados por uma vala com cerca de 1 zhang (3,5 m) de profundidade e 1 zhang de largura. Fileiras de salgueiros foram plantadas no topo dos diques, com os galhos de cada árvore amarrados aos dos seus vizinhos.  Certas secções do sistema de paliçadas coincidiam com a antiga Muralha de Liaodong (dinastia Ming) - a extensão da Grande Muralha da China destinada a proteger o Liaoning Ming dos Manchus - e não era necessário plantar salgueiros. 
O sistema de paliçadas deteriorou-se gradualmente com o tempo, de modo que no final da dinastia Qing era composto principalmente por apenas um dique com salgueiros no topo e um fosso na parte externa. 
Havia vários portões em todas as três seções da Paliçada de Salgueiro, cada um guarnecido por algumas dezenas de soldados. A localização dos portões mudou algumas vezes, mas seu número total permaneceu em 20 ou 21 durante a maior parte da era Qing. 

## História

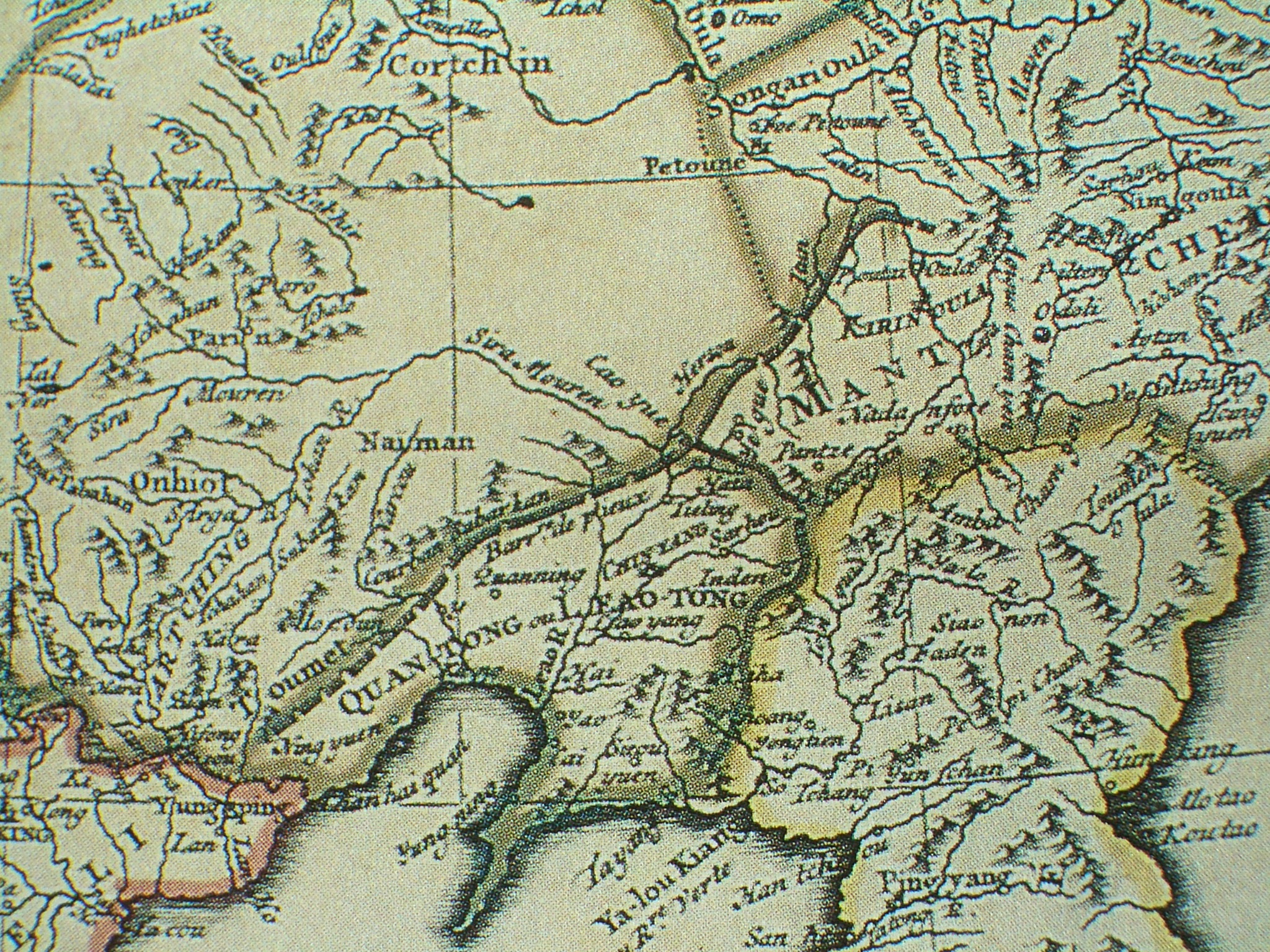
Todas as três seções da Paliçada de Salgueiro (Barriere de Pieux) em um mapa francês do início do século XVIII. As seções leste e oeste delimitam Liaodong (Leao-Tong), e as seções norte vão para o nordeste da cidade de Jilin (Kirin Oula)

Acredita-se que a construção da seção ocidental do sistema (separando Liaoning das terras mongóis no oeste) tenha começado em 1648, apenas quatro anos após a queda de Pequim para os manchus, e tenha sido concluída antes do fim da era Shunzhi (1644–1662). Os primeiros oficiais de portão foram nomeados em 1651-1654. Um programa de expansão, usando mão de obra de condenados, foi realizado em 1676-1679, movendo seções das paliçadas 20-30 li (12-18km) a oeste, na área mongol. 
Acredita-se que a construção da seção oriental do sistema (a "Paliçada do Salgueiro Interior" entre Liaoning e Jilin dos Manchus) tenha começado antes mesmo da queda da dinastia Ming em 1644, possivelmente já em 1638, e provavelmente foi concluída em 1672. 
A seção norte, entre as terras manchus e mongóis, foi construída c. 1681, e portanto conhecido como Xinbian ("A Nova Paliçada"). 
Originalmente, a seção oriental do sistema tinha como objetivo impedir a movimentação de civis Han de Liaoning (onde eles geralmente eram tolerados e, às vezes, até mesmo encorajados a se estabelecer) para as terras Manchu de Jilin, para colher ginseng, caçar ilegalmente nas reservas imperiais de caça ou até mesmo se estabelecer permanentemente. Como a paliçada curvava-se para sul na sua extremidade oriental, em direção à foz do rio Yalu, também tinha como objetivo manter os colonos longe do vale do rio Yalu, que o governo Qing pretendia manter como uma "terra de ninguém" despovoada ao longo da fronteira com Joseon. 
Da mesma forma, a secção ocidental impediria que potenciais colonos Han ocupassem as pastagens de Yangximu no lado mongol da paliçada. 
Os civis Han eram diferenciados dos vassalos Han pelos Qing. Os Qing estabeleceram alguns vassalos Han em Jilin e Heilongjiang.
Os agricultores Han foram reassentados do norte da China pelos Qing na área ao longo do rio Liao, a fim de restaurar a terra para o cultivo.  As terras devastadas foram recuperadas por invasores Han, além de outros Han que alugavam terras de proprietários Manchu.  Apesar de proibir oficialmente o assentamento Han nas terras Manchu e Mongol, no século XVIII os Qing decidiram instalar refugiados Han do norte da China que sofriam de fome, inundações e seca na Manchúria e na Mongólia Interior, de modo que o povo Han cultivava 500.000 hectares na Manchúria e dezenas de milhares de hectares na Mongólia Interior na década de 1780.  O Imperador Qianlong permitiu que os camponeses Han que sofriam com a seca se mudassem para a Manchúria, apesar de ele ter emitido decretos a favor da sua proibição entre 1740 e 1776.  Os arrendatários Han alugavam ou mesmo reivindicavam o título de terras das "propriedades imperiais" e das Terras de Bandeira Manchu na área.  Além de se mudar para a área de Liao, no sul da Manchúria, o caminho que liga Jinzhou, Fengtian, Tieling, Changchun, Hulun e Ningguta foi colonizado pelo povo Han durante o reinado do Imperador Qianlong, e o povo Han era a maioria nas áreas urbanas da Manchúria em 1800.  Para aumentar a receita do Tesouro Imperial, os Qing venderam terras anteriormente Manchu ao longo do Sungari ao povo Han no início do reinado do Imperador Daoguang, e os Han ocuparam a maioria das cidades da Manchúria na década de 1840, de acordo com o Abade Huc. 

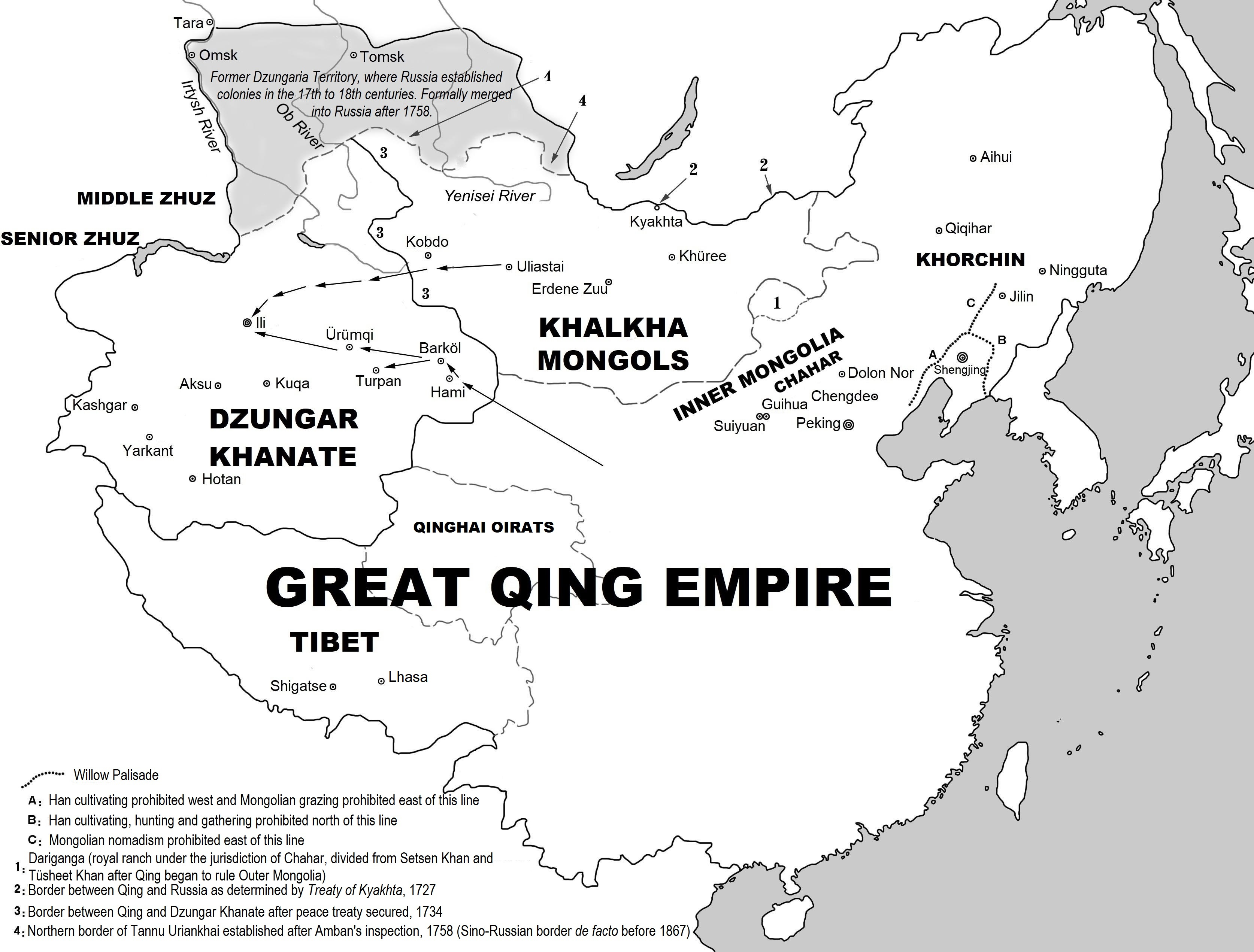
Visão geral do território Qing em 1757 com a paliçada marcada

Em meados do século XVIII, houve um declínio gradual do sistema de paliçadas. Muitas vezes, as tropas guardavam apenas as seções próximas aos portões, enquanto longe deles era possível encontrar seções onde os salgueiros haviam desaparecido e os diques estavam erodidos. Em 1745, por exemplo, um censor governamental (御史; yushi) chamado He Qizhong relatou a sua preocupação de que os migrantes ilegais e os contrabandistas de ginseng pudessem atravessar a paliçada com demasiada facilidade.  No final do século XVIII e início do século XIX, a função de controlo da migração da paliçada diminuiu ainda mais devido à introdução de esquemas de migração legal que permitiram aos camponeses civis Han estabelecerem-se em certas terras Manchu ou Mongóis para além das secções ocidental e oriental da paliçada, algumas das quais foram patrocinadas por proprietários Manchu e Mongóis interessados em atrair agricultores arrendatários Han para as suas propriedades. 
Entre 1820 e 1860, a faixa da atual província de Liaoning entre a seção mais oriental da Paliçada e o rio Yalu também foi povoada por colonos Han, eliminando a área despovoada entre o Império Chinês e a dinastia Joseon. 
Assim, durante o século XIX e início do século XX, a principal importância das Paliçadas permaneceu na cobrança de impostos sobre o ginseng e outros produtos que passavam pelos portões, e na regulamentação do corte de madeira além das paliçadas, embora o contrabando continuasse a ser um problema. 
Conforme atestado por vários viajantes na região na primeira década do século XX, as trincheiras praticamente desapareceram, restando apenas restos dos diques, principalmente na parte ocidental do sistema. De acordo com o viajante japonês Inaba Iwakichi, que passou pelo portão Weiyuanbao (na seção leste do sistema, perto de sua junção com as outras duas seções perto de Kaiyuan ) em 1907, e depois novamente vários anos depois por um portão na Paliçada Externa perto de Shibeiling (ao sul de Changchun), não havia nada para ele ver além de alguns tocos de árvores velhas. Segundo lhe foi dito por um velho guarda do portão, os salgueiros tinham sido cortados por tropas russas e japonesas durante a Guerra Russo-Japonesa de 1904-05.  Os portões restantes estavam caindo aos pedaços, mesmo ainda ocupados por cobradores de impostos. As últimas tropas foram retiradas dos portões das paliçadas em 1920. 
Foi relatado que entre os povos Banner, tanto os Manchus quanto os Han em Aihun, Heilongjiang, na década de 1920, raramente se casavam com civis Han, mas eles (os homens vassalos Manchus e Han) geralmente se casavam entre si.  Owen Lattimore relatou que durante sua visita à Manchúria em janeiro de 1930, ele estudou uma comunidade em Jilin (Kirin), onde tanto os vassalos manchus quanto os han estavam estabelecidos em uma cidade chamada Wulakai, e, eventualmente, os vassalos han não puderam ser diferenciados dos manchus, pois eram efetivamente manchus. A população civil Han estava em processo de absorção e mistura com eles quando Lattimore escreveu seu artigo. 